# Triaspis semiglabra
Triaspis semiglabra är en stekelart som först beskrevs av Szepligeti 1902.  Triaspis semiglabra ingår i släktet Triaspis och familjen bracksteklar. Inga underarter finns listade i Catalogue of Life.